# 'Imad al-Din al-Isfahani
Muḥammad ibn Ḥāmed Iṣfahānī (in persiano محمد ابن حامد اصفهانی‎), più popolarmente conosciuto come ʿImād al-Dīn al-Iṣfahānī (in persiano عماد الدین اصفهانی‎) (in arabo عماد الدين الأصفهاني‎?), (Esfahan, 1125 – Damasco, 20 giugno 1201) è stato uno storico persiano, oltre che studioso e retore.
A lui si deve una preziosa antologia di liriche arabe a corredo delle sue numerose opere storiche e ha lavorato come letterato sotto gli Zengidi e gli Ayyubidi.

## Biografia
Nacque a Esfahan nel 1125 e studiò nella scuola Niẓāmiyya di Baghdad. La sua preparazione accademica gli permise di diventare funzionario e gli fu assegnata la giurisdizione su Bassora e Wasit. Divenuto vice del visir Ibn Hubayra, a seguito della morte di quest'ultimo si recò a Damasco nel 1166 ed entrò al servizio del qāḍī di Damasco, Kamāl al-Dīn. Il qāḍī lo presentò allo zengide Norandino, che lo nominò docente nella madrasa da lui fondata, la quale in suo onore divenne nota come scuola ʿImādiyya. Norandino lo nominò in seguito suo cancelliere.
Morto Norandino nel 1174, ʿImād al-Dīn al-Iṣfahānī fu rimosso da ogni incarico burocratico e bandito dal Palazzo. Andò a vivere a Mosul e in seguito entrò al servizio di Saladino, all'epoca Sultano d'Egitto. Quando Saladino assunse il controllo di Damasco, il suo visir al-Qāḍī al-Fāḍil lo nominò cancelliere ed egli divenne anche suo vice. Sebbene Saladino non fosse sicuro del suo talento perché era solo uno scriba, ʿImād al-Dīn divenne presto uno dei collaboratori più intimi del Sultano. Nonostante fosse cancelliere, non gli furono riservati i compiti normalmente assegnati a quella categoria di funzionari e ciò gli permise di avere molto tempo da dedicare alle attività letterarie in Egitto.
Da allora accompagnò Saladino in tutte le sue campagne militari.  Dopo un'incursione non ben precisata, fu scelto per uccidere uno dei prigionieri, ma questi era un bambino e fu invece scambiato con un prigioniero musulmano detenuto dai crociati. ʿImād al-Dīn fu presente alla battaglia di Marj Uyun, alla battaglia di Hattin e alla successiva offensiva grazie alla quale Saladino espulse i crociati da gran parte della Palestina. Ad Acri, criticò Saladino per aver ceduto il tesoro della città agli abitanti anziché utilizzarlo per finanziare ulteriormente la riconquista. A Beirut si ammalò, ma fu l'unico scriba in grado di stilare i termini della resa. Si riprese in tempo per assistere alle conseguenze dell'assedio di Gerusalemme del 1187, dove criticò nuovamente la consueta generosità di Saladino. Si dimostrò inoltre disgustato dalla pratica dei responsabili del riscatto di intascare delle tangenti, oltre che dei ricchi nobili crociati, i quali portavano con sé i loro tesori piuttosto che pagare il riscatto dei poveri. Fu di nuovo presente ad Acri durante la terza crociata quando i cristiani conclusero l'assedio di Acri, oltre a essere tra coloro che fuggirono dopo la sconfitta.
Dopo la morte di Saladino nel 1193, iniziò a scrivere le sue biografie del sultano. Realizzò il Kitāb al-Barq al-Shāmī, purtroppo in gran parte perduto, ad eccezione del terzo e quinto volume, ma ne esiste una versione breve curata da al-Bundari e utilizzata in maniera amplissima dagli storici musulmani Ali Ibn al-Athir e Abū Shāma nelle loro stesse cronache. Scrisse anche l'al-Fatḥ al-Qussī fī l-fatḥ al-Qudsī, sopravvissuto e analizzato da vari studiosi moderni. Un manoscritto del Bustān al-jamiʿ lo attribuisce a ʿImād al-Dīn, ma si tratterebbe di un errore, poiché le sue informazioni su Saladino non combaciano molto con quelle della biografia di ʿImād al-Dīn. Morì il 20 giugno 1201 a Damasco.

## Nella cultura di massa
- Una versione fortemente romanzata di ʿImād al-Dīn è rappresentata nel film epico del 2005 Ridley Scott Le crociate - Kingdom of Heaven, dall'attore Alexander Siddig.
- ʿImād al-Dīn è anche presente ne Il libro di Saladino: un romanzo di Tariq Ali: rientra nel secondo capitolo di quello che è noto come "Quintetto Islam".